# Takuya Sugimoto
Takuya Sugimoto (杉本 拓也 Sugimoto Takuya?, nacido el 31 de diciembre de 1989 en Shizuoka) es un futbolista japonés que se desempeña como guardameta.

## Trayectoria

### Clubes
| Club            | País  | Año         |
| --------------- | ----- | ----------- |
| Gainare Tottori | Japón | 2012 - 2017 |
| Fujieda MYFC    | Japón | 2018 -      |

## Estadística de carrera

### J. League
| Club            | Año   | J. League | J. League | Copa J. League | Copa J. League | Total | Total |
| Club            | Año   | Part.     | Goles     | Part.          | Goles          | Part. | Goles |
| --------------- | ----- | --------- | --------- | -------------- | -------------- | ----- | ----- |
| Gainare Tottori | 2012  | 0         | 0         | -              | -              | 0     | 0     |
| Gainare Tottori | 2013  | 22        | 0         | -              | -              | 22    | 0     |
| Gainare Tottori | 2014  | 12        | 0         | -              | -              | 12    | 0     |
| Gainare Tottori | 2015  | 36        | 0         | -              | -              | 36    | 0     |
| Gainare Tottori | 2016  | 17        | 0         | -              | -              | 17    | 0     |
| Gainare Tottori | 2017  | 25        | 0         | -              | -              | 25    | 0     |
| Total           | Total | 112       | 0         | 0              | 0              | 112   | 0     |